# 达尼埃尔·贝克
达尼埃尔·贝克（德語：Daniel Becke，1978年3月12日—），德国男子自行车运动员。他曾代表德国参加2000年夏季奥林匹克运动会自行车比赛，获得男子团体追逐赛金牌。